# Hans Otto Bräutigam

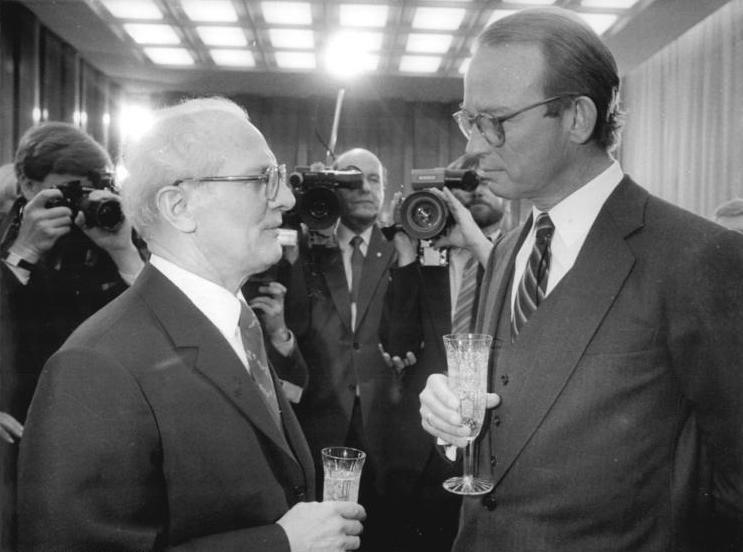
Hans Otto Bräutigam (rechts) mit Erich Honecker

Hans Otto Bräutigam (* 6. Februar 1931 in Völklingen) ist ein ehemaliger deutscher Diplomat und parteiloser Politiker.

## Leben

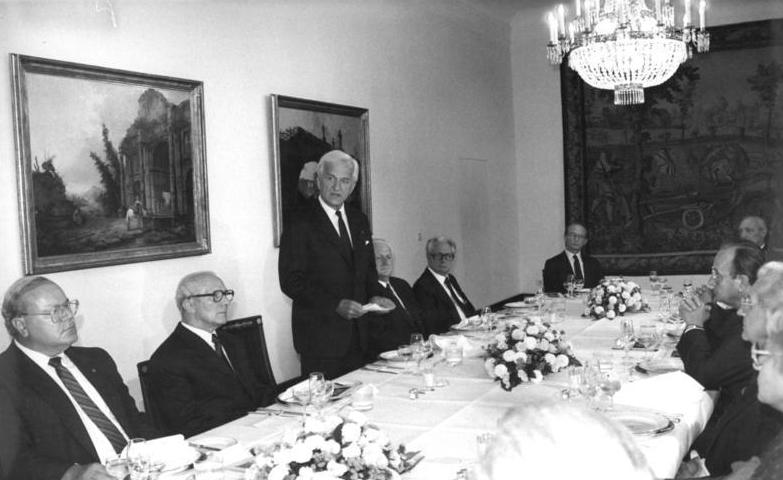
Besuch Erich Honeckers in der Bundesrepublik Deutschland 1987, Mittagessen beim Bundespräsidenten am 7. September 1987.
V. l. n. r.: Bangemann, Honecker, v. Weizsäcker, Mittag, Vogel, Bräutigam, Genscher.

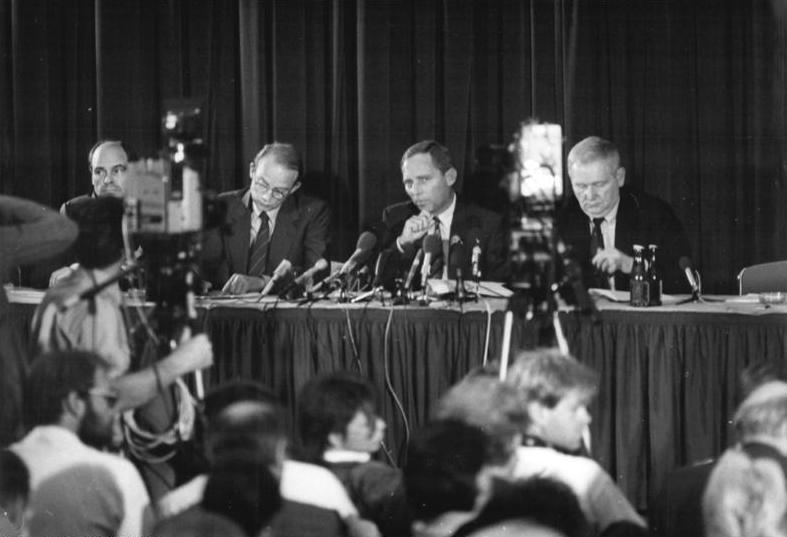
Besuch Honeckers in der Bundesrepublik Deutschland, Pressekonferenz am 8. September 1987.
V. r. n. l.: Friedhelm Ost (Chef des Presse- und Informationsamtes), Wolfgang Schäuble (Leiter des Bundeskanzleramtes), Hans-Otto Bräutigam.

Nach dem Abitur in Meschede 1950 studierte Bräutigam von 1951 bis 1954 Rechts- und Staatswissenschaften an den Universitäten München und Bonn, von 1956 bis 1958 an der Sorbonne in Paris und an der Harvard Law School in Cambridge (Massachusetts). 1960 wurde er an der Universität Bonn zum Dr. iur. promoviert. 1961 absolvierte er die Zweite juristische Staatsprüfung in Stuttgart.
Ab 1962 arbeitete er im Auswärtigen Amt. Als Legationssekretär arbeitete er von 1964 bis 1966 im Büro des damaligen Außenministers Gerhard Schröder, danach drei Jahre in London, wo er die britische Überseepolitik beobachtete. Ab April 1969 gehörte er zum Referat für Deutschland- und Berlin-Politik im Außenministerium unter Günther van Well. Später arbeitete er im Bundeskanzleramt und war von 1982 bis 1989 als Staatssekretär Leiter der Ständigen Vertretung der Bundesrepublik Deutschland bei der DDR in Ost-Berlin.
Nach einer kurzen Zeit als deutscher UN-Botschafter in New York City (1989/1990) holte ihn Manfred Stolpe als Minister für Justiz, Bundes- und Europaangelegenheiten nach Brandenburg. Dieses Amt bekleidete er bis 1999. Mit einer Unterbrechung von einem Jahr war er von 2000 bis 2006 Vorsitzender bzw. im Vorstand der Stiftung Erinnerung, Verantwortung und Zukunft. Von 2011 bis 2017 war Bräutigam Mitglied der Limbach-Kommission.
Er ist der Neffe des Diplomaten und Juristen Otto Bräutigam (1895–1992).
Bräutigam lebt in Berlin und ist verheiratet.

## Auszeichnungen
- 2001 Großen Verdienstkreuz mit Stern der Bundesrepublik Deutschland
- 2009 Verdienstorden des Landes Brandenburg

## Ehrenämter
- Präsidiumsmitglied der Deutschen Gesellschaft für die Vereinten Nationen[4]
- Mitglied des Fördervereins des Zentrums für Zeithistorische Forschung

## Film
- Wir sind doch kein Hotel - Fluchtort Botschaft. Regie: Inge Albrecht, Länge 60 min, Deutsche Film und Fernsehakademie / WDR  Erstausstrahlung 1997 - unter anderem Gespräch mit beteiligten Flüchtlingen und Politikern Hans Otto Bräutigam / Ludwig A. Rehlinger sowie dem Unterhändler der DDR Wolfgang Vogel.[5]

## Schriften (Auswahl)
- Meine Brandenburger Jahre. Ein Minister außer Diensten erinnert sich. Verlag für Berlin-Brandenburg, Berlin 2015, ISBN 978-3-945256-24-4. (Politikwissenschaftliche Rezension)
- Ständige Vertretung. Meine Jahre in Ost-Berlin. Hoffmann und Campe, Hamburg 2009, ISBN 978-3-455-50099-8. (Politikwissenschaftliche Rezension)
- Berlin – Brandenburg. Ein Land?. Nicolai, Berlin 1996, ISBN 3-87584-594-3.
- Die Neutralisation. Unter besonderer Berücksichtigung der Mitgliedschaft eines neutralisierten Staates in einem System kollektiver Sicherheit. Dissertation, Universität Bonn 1960.